# Place Thomas-Woodrow-Wilson
La place Thomas-Woodrow-Wilson (polonais : Plac Thomasa Woodrowa Wilsona) est une place située dans l'arrondissement de Żoliborz à Varsovie.